# حيدر أباد السفلي (لوداب)
حیدر أباد السفلی (بالفارسية: حیدرآباد سفلی) هي قرية تقع في إيران في قسم لوداب الريفي. يقدر عدد سكانها بـ 305 نسمة بحسب إحصاء 2016.